# Allison Mack
Allison Christin Mack (ur. 29 lipca 1982) – amerykańska aktorka telewizyjna, występowała w roli Chloe Sullivan, rezolutnej przyjaciółki Clarka Kenta – przyszłego Supermana w serialu młodzieżowym WB/CW Tajemnice Smallville (2001–2011) i jako Amanda w serialu FX Wilfred (2012, 2014).

## Życiorys
Urodziła się w Preetz w Niemczech jako córka Mindy Mack i Jonathana Macka, śpiewaka operowego. Wychowywała się z bratem Shannonem i siostrą Robyn. Kiedy miała dwa lata, wraz z rodziną przeprowadziła się do Stanów Zjednoczonych. Od dziecka grywała w reklamach telewizyjnych, później także w filmach oraz serialach telewizyjnych i kinowych. Jej pierwsza praca była jeszcze w Niemczech, była to reklama czekolady. Mając siedem lat zaczęła naukę aktorstwa w Young Actors Space w Los Angeles.
W kwietniu 2018 została aresztowana pod zarzutem handlu ludźmi w celach seksualnych, zaplanowania procederu handlu kobietami w celu pozyskania korzyści majątkowych oraz zmuszanie do niewolnictwa. Mack działała razem z sektą grupy NXIVM, która „rekrutowała” kobiety pod pretekstem rozwoju osobistego i walki ze słabościami – Mack miała sprowadzać ofiary, które następnie wykorzystywano seksualnie i w pracy niewolniczej, czerpała z tego korzyści finansowe. Początkowo Mack odpierała wszelkie zarzuty i nie przyznawała się do nich, jednak w kwietniu 2019 ogłoszono, że zdecydowała się przyznać do winy przed sądem do stręczycielstwa na rzecz sekty NXIVM, której przewodził Keith Raniere. Mack miała „rekrutować” kobiety, które w ramach przystąpienia miały dostarczać swoje nagie zdjęcia, celem ich późniejszego szantażu, w sekretnym bractwie pełniły rolę seks niewolników. Mack miała być kimś w rodzaju jego zastępczyni. W pozwie czytamy, że Mack, Raniere i 13 innych osób „wywierali naciski na powodów, pozbawili ich pieniędzy i doprowadzili ich do finansowych, fizycznych i psychologicznych trudności. W niektórych przypadkach powodzi nie mogli opuścić wspólnoty, byli systematycznie tłamszeni – fizycznie i emocjonalnie”.
Skazana na 3 lata więzienia.

## Filmografia
- 2009: Superman Batman – Public Enemies jako Powergirl (głos)
- 2006: Po rozum do mrówek jako Tiffany Nickle (głos)
- 2003: Smallville: Chloe Chronicles jako Chloe Sullivan
- 2001–2011: Tajemnice Smallville jako Chloe Sullivan
- 2001: Ten okropny rok! jako Nik Faulkner
- 2000: Ich trzech i dziewczyny jako Kate
- 1997: Hiller and Diller jako Brooke
- 1997: Kochanie, zmniejszyliśmy siebie jako Jenny Szalinski
- 1996: Zakazane wspomnienia jako Katie
- 1996: Sztuka pielęgnacji róż jako Bess Townsend
- 1996: Anielska misja jako Sarah Bartilson
- 1995: Tato, anioł i ja jako Andrea
- 1994: Skoś trawnik tato, a dostaniesz deser jako Monica Cochran
- 1994: Obóz marzeń jako Heather
- 1993: Zemsta matki jako Wendy Sanders
- 1993: Night Eyes Three jako Natalie
- 1992: Prywatna sprawa jako Terri Finkbine
- 1992: A Message from Holly jako Ida
- 1991: Perfect Bride jako mała Stephanie
- 1991: Zamienione przy urodzeniu jako Normia Twigg
- 1991: Living a Lie
- 1989: Akademia Policyjna 6: Operacja Chaos jako Dziewczynka
- 1989: Wiem, że na imię mam Steven jako Nettie

## Nagrody i nominacje
| Rok  | Nagroda           | Kategoria                                                      | Film                 | Rezultat  |
| ---- | ----------------- | -------------------------------------------------------------- | -------------------- | --------- |
| 2002 | Teen Choice Award | Najlepsza aktorka drugoplanowa w serialu akcji lub przygodowym | Tajemnice Smallville | Nominacja |
| 2003 | Teen Choice Award | Najlepsza aktorka drugoplanowa w serialu akcji lub przygodowym | Tajemnice Smallville | Nominacja |
| 2004 | Teen Choice Award | Najlepsza aktorka drugoplanowa w serialu akcji lub przygodowym | Tajemnice Smallville | Nominacja |
| 2005 | Saturn Award      | Najlepsza drugoplanowa aktorka telewizyjna                     | Tajemnice Smallville | Nominacja |
| 2006 | Saturn Award      | Najlepsza drugoplanowa aktorka telewizyjna                     | Tajemnice Smallville | Nominacja |
| 2006 | Teen Choice Award | Najlepsza aktorka drugoplanowa w serialu telewizyjnym          | Tajemnice Smallville | Wygrana   |
| 2007 | Teen Choice Award | Najlepsza aktorka drugoplanowa w serialu telewizyjnym          | Tajemnice Smallville | Nominacja |
| 2008 | SyFy Genre Award  | Najlepsza aktorka drugoplanowa                                 | Tajemnice Smallville | Wygrana   |
| 2009 | Teen Choice Award | Najlepsza aktorka drugoplanowa w serialu telewizyjnym          | Tajemnice Smallville | Nominacja |